# Варькина земля
«Варькина земля» — советский 4-серийный телевизионный фильм 1969 года, снятый режиссёром Анатолием Буковским по сценарию Виктора Богатырёва на Киностудии имени А. Довженко.
Премьера состоялась 2 марта 1970 года по Первой программе ЦТ.

## Сюжет
Варя Кравец после окончания школы остаётся в родном колхозе, где встречает её первая любовь. После гибели любимого Вари, кризис помогают преодолеть односельчане.

Четырёхсерийный телефильм А. Буковского «Варькина земля» отображает становление характера молодой девушки (Н. Антонова) на широком фоне колхозной жизни. Вступив после окончания школы в самостоятельную жизнь, Варя сталкивается с её сложностями, но не уступает им, не боится трудностей и не ищет лёгких путей.
— Иван Корниенко

## В ролях
| Актёр                 | Роль          |
| --------------------- | ------------- |
| Нина Антонова         | Варька Кравец |
| Александра Данилова   | мать Варьки   |
| Пётр Любешкин         | отец Варьки   |
| Валентина Владимирова | тётя Надя     |
| Светлана Кондратова   | Таня          |
| Майя Булгакова        | тётя Паша     |
| Николай Пишванов      | Малюта        |
| Владимир Дорофеев     | Мартынович    |
| Анатолий Грачёв       | Шура Гребенюк |
| Маргарита Кошелева    | Рита          |
| Лилия Дзюба           | Лиза          |
| Т. Калантай           | Лена          |
| Лидия Чащина          | Валентина     |
| Николай Яковченко     | дед Евген     |
| Евгений Гуров         | дед Кондрат   |
| Лев Борисов           | Оселедец      |
| Валентин Грудинин     | Поликарпович  |
| Фёдор Панасенко       | цыган Фёдор   |
| Дмитрий Франько       | старшина      |
| Николай Панасьев      | Дегтярь       |
| Лев Перфилов          | фельдшер      |
| Нонна Копержинская    | председатель  |
| Маргарита Криницына   | Лузанка       |
| Борислав Брондуков    | Шевелько      |
| Владимир Волков       | Черкесов      |

### В эпизодах
| Актёр               | Роль                    |
| ------------------- | ----------------------- |
| Софья Карамаш       | работница в поле        |
| Олеся Иванова       | работница в поле        |
| Екатерина Шандыбина | работница в поле        |
| Агафья Болотова     | работница в поле        |
| Алим Федоринский    | участник конкурса песни |
| Виктор Панченко     | дружок Шевелько         |
| Юрий Гаврилюк       | дружок Шевелько         |
| Виктор Полищук      | муж Нонны Степановны    |

### Нет в титрах
| Актёр              | Роль                   |
| ------------------ | ---------------------- |
| Ада Волошина       | работница в поле       |
| Пётр Бенюк         | баянист на танцах      |
| Борис Болдыревский | ведущий конкурса песни |
| Юрий Дубровин      | фотограф               |

## Съёмочная группа
- Автор сценария: Виктор Богатырёв
- Режиссёр-постановщик: Анатолий Буковский
- Операторы-постановщики: Михаил Беликов, Игорь Беляков, Виталий Зимовец
- Художник-постановщик: Анатолий Мамонтов
- Режиссёр: Г. Зильберман
- Композитор: Николай Сидельников
- Авторы текстов песен: Владимир Фёдоров, Иван Варавва
- Звукооператор: Юрий Рыков
- Монтажёр: Варвара Бондина
- Художник по костюмам: З. Корнеева
- Художники-гримёры: М. Лосев, Алевтина Лосева
- Художник комбинированных съёмок: Михаил Полунин
- Художник-декоратор: Н. Аристов
- Ассистенты оператора: П. Пастухов, А. Найда, Валерий Осадчий
- Государственный симфонический оркестр УССР:
  - Дирижёр: Н. Басов
- Редактор: Владимир Сосюра
- Директор картины: Роберт Раинчковский

## Фестивали
Телефильм получил приз за лучший многосерийный цветной художественный фильм на Всесоюзном фестивале телевизионных фильмов в Москве (1969).